# 詹姆斯·斯特林 (建筑师)

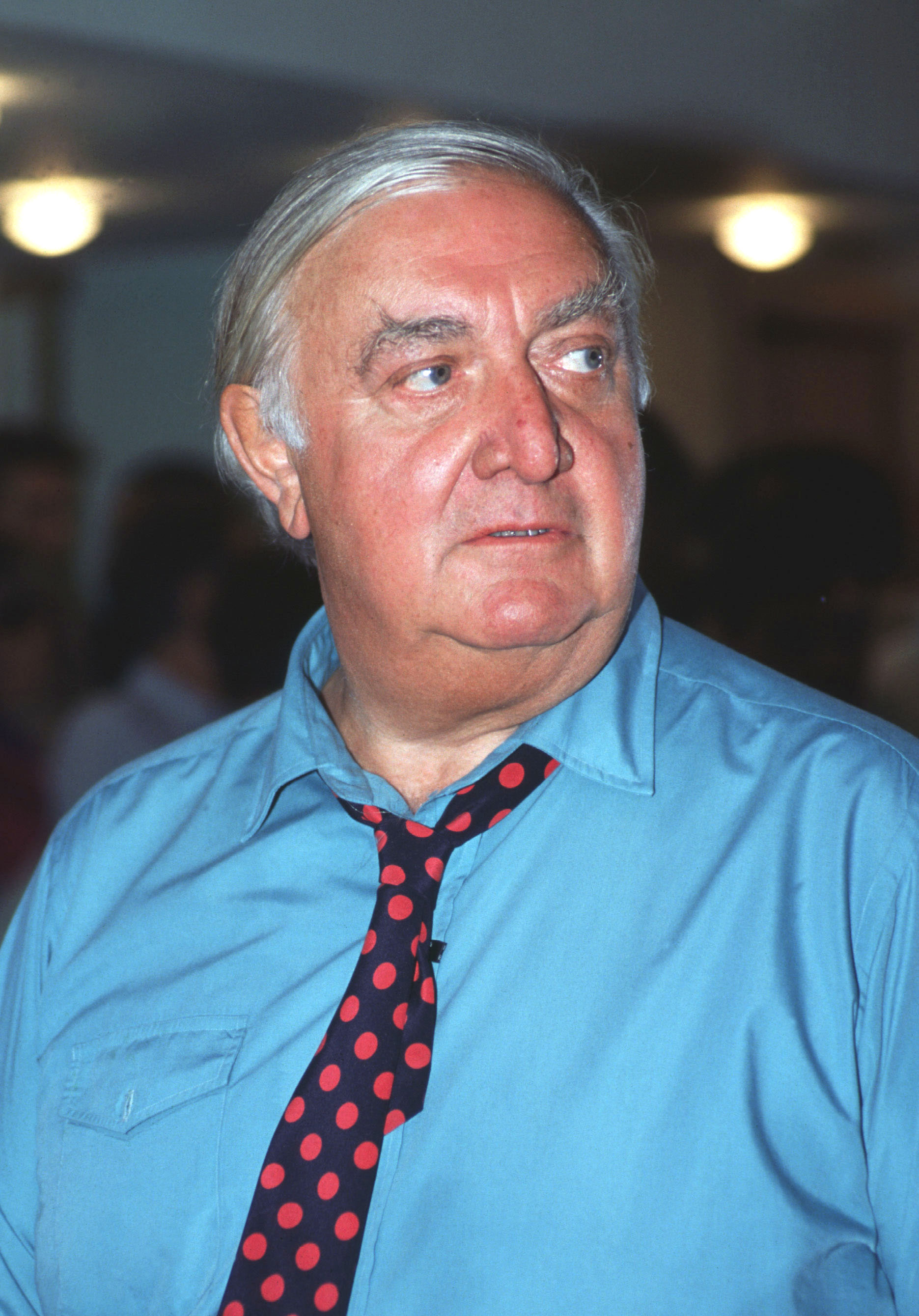
詹姆斯·斯特林

詹姆斯·弗雷澤·斯特林爵士，FRIBA（英語：Sir James Frazer Stirling，1926年4月22日—1992年6月25日），英国建筑师，1981年第三届普利兹克奖得主。1992年因手術麻醉副作用逝世，享壽66歲。

## 生平
生于格拉斯哥，毕业于利物浦大学，开业于伦敦。
斯特林奖得名于他，为英国皇家建筑师学会始自1996年的一项年奖，表彰过去一年完成的最优秀的英国建筑。

## 重要作品
- 萊斯特大學工程楼 (1959)

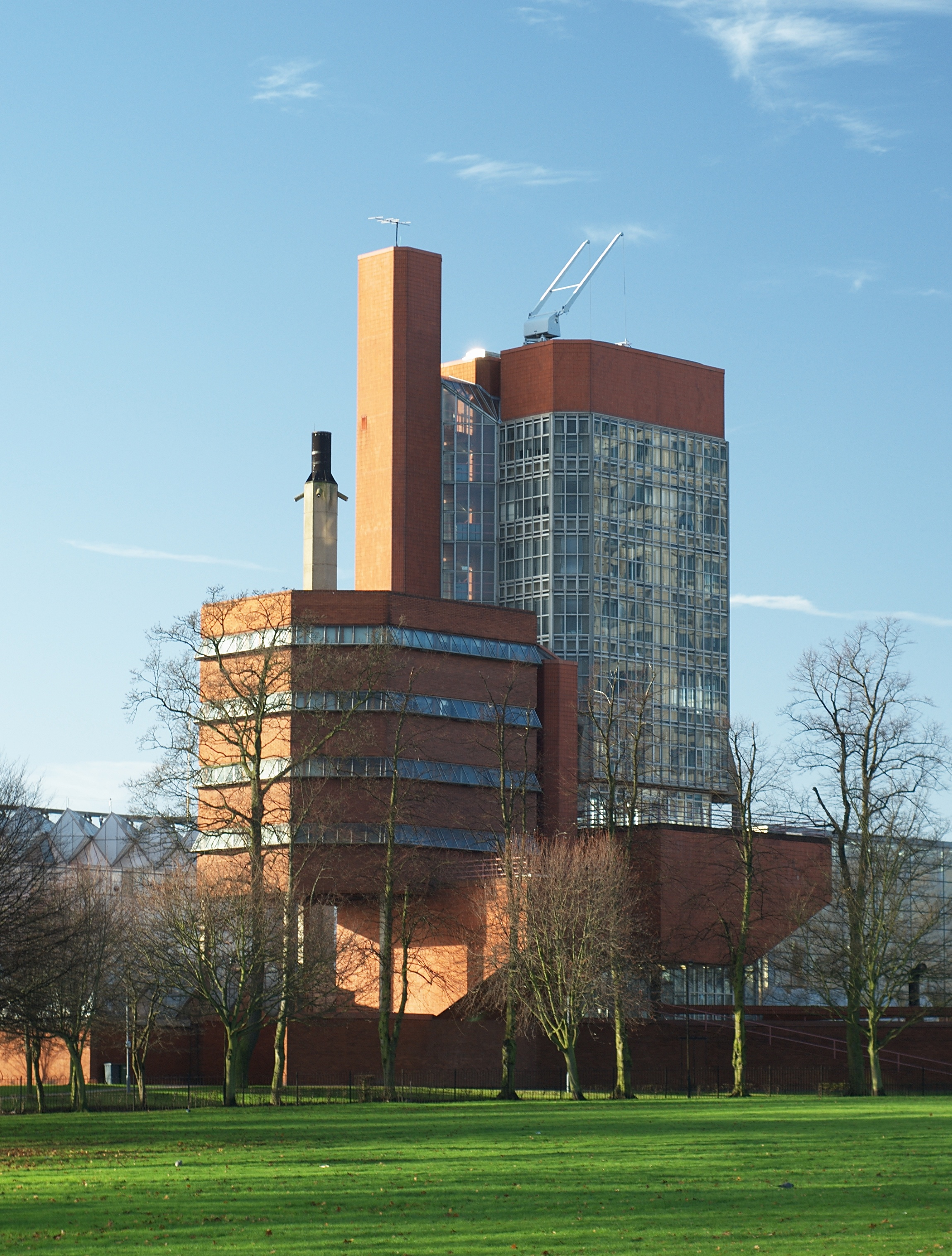
萊斯特大學工程系館。雖然是半世紀前的作品，但是開創性仍然領先當代。

- Olivetti培训中心，Haslemere
- 剑桥大学历史系图书馆 (1968)
- 莱斯大学扩建，美国休斯顿
- 康乃尔大学表演艺术中心
- Clore Gallery expansion, 泰特艺廊，伦敦
- Arthur M. Sackler 博物馆
- 哈佛大学Fogg 博物馆加建
- 新斯图加特州立绘画馆，德国斯图加特 (1977-83)
- Poultry路1号，伦敦 (1998)